# 2010-es sanghaji világkiállítás

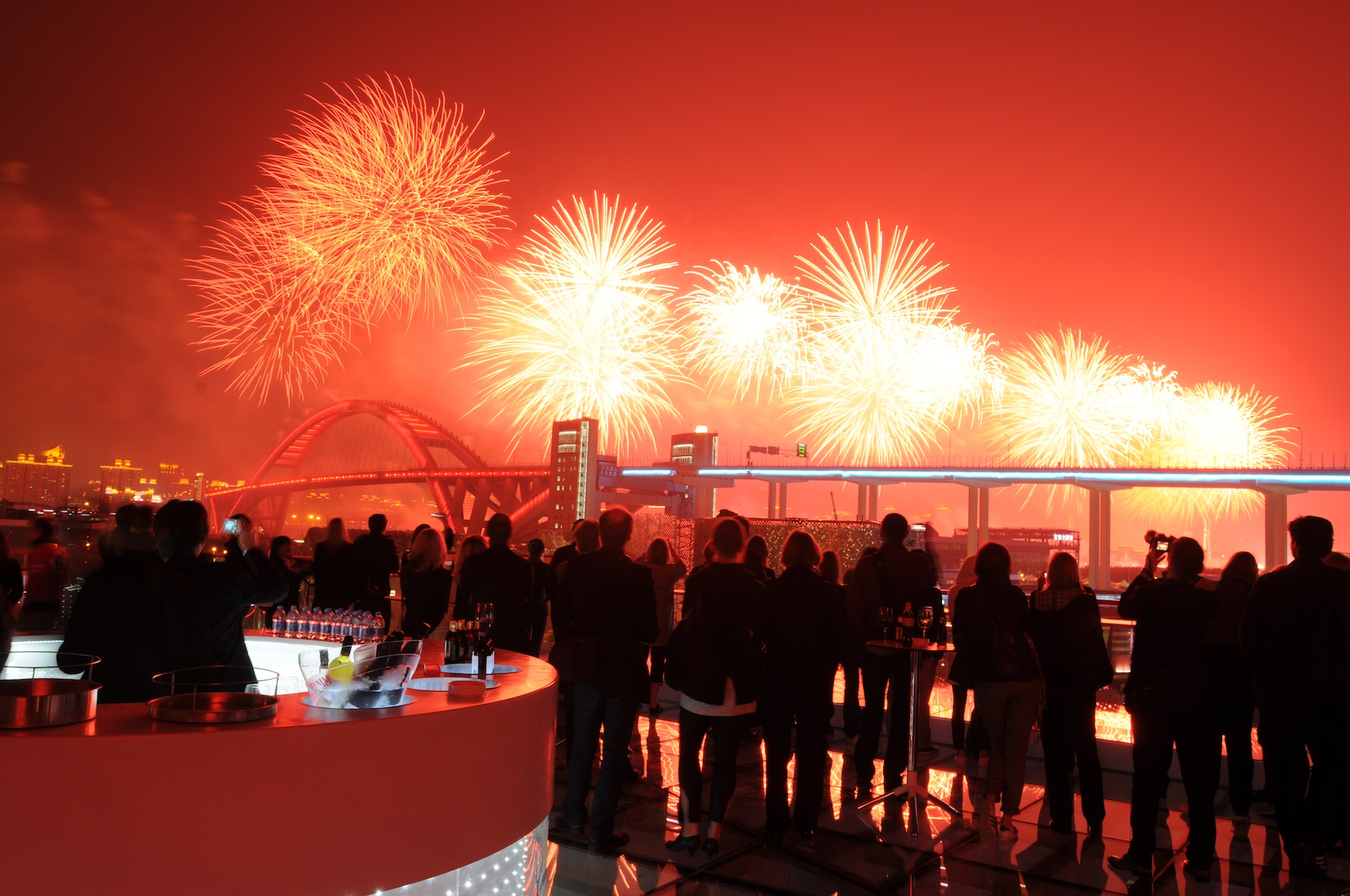
Tűzijáték a kiállítás megnyitóünnepségén

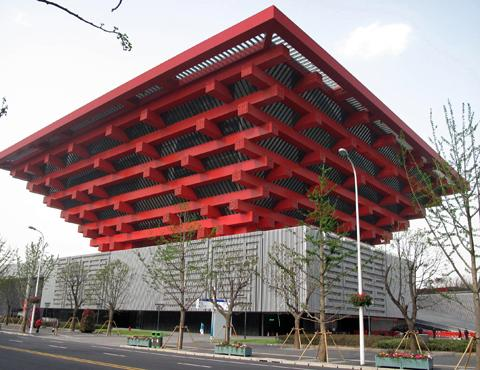
A kínai pavilon

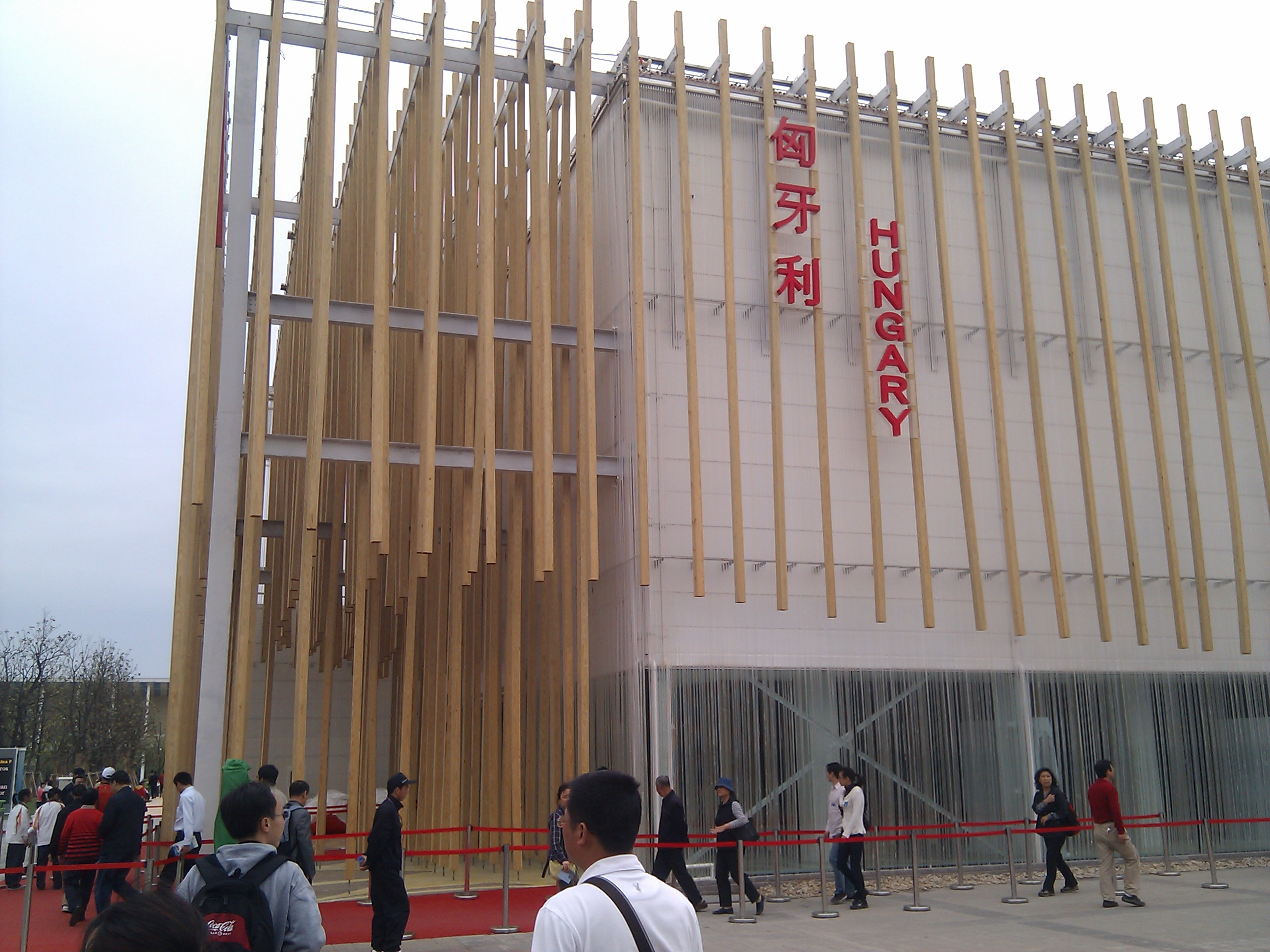
A magyar pavilon

A 2010-es sanghaji világkiállítás vagy Expo 2010 2010. május 1. és október 31. között került megrendezésre, a fenntartható fejlődés jegyében. A világkiállítás központi gondolata a 21. századi város fejlődésének bemutatása volt. Expót első ízben rendeztek fejlődő országban, a kínai Sanghajban. A rendezvény hatalmas érdeklődésre tartott számot, tekintve, hogy az előrejelzések szerint 2010-re a világ lakosságának több mint a fele városlakó. Az expót többek között a Sanghaji Új Nemzetközi Expo Központban és az Expo Performance Centerben rendezték meg.

## A világkiállítás odaítélése
A világkiállítás helyszínéről a Nemzetközi Kiállítások Irodájának 2002. december 3-ai tanácskozáson döntöttek, Monte-Carlóban. A alábbi táblázat a szavazás lefolyására vonatkozó adatokat tartalmazza.
| Jelentkező város | Jelentkező város | 1. kör | 2. kör | 3. kör | 4. kör |
| Sanghaj          | Kína             | 36     | 38     | 44     | 54     |
| Jeoszu           | Dél-Korea        | 28     | 34     | 32     | 34     |
| Moszkva          | Oroszország      | 12     | 10     | 12     | –      |
| Querétaro        | Mexikó           | 6      | 6      | –      | –      |
| Wrocław          | Lengyelország    | 6      | –      | –      | –      |

## A sanghaji világkiállítás
A világkiállítás 2010. május elsején nyitotta meg kapuit – vezető politikusok részvételével. Már a hivatalos kapunyitás előtt két órával 204 000-es tömeg várakozott, hogy megtekinthesse a kiállítás eseményeit. Az Expo 2010 az innováció és az interakció központja volt.
A 184 napos expón kétszáz nemzet és nemzetközi szervezet vett részt. A szervezők 70 millió látogatóra számítottak. Ez volt az első olyan világkiállítás, amelynek témája a város, a virágzó városi lét. A szlogent – „Jobb város – jobb élet” – Sanghaj saját alapelvének vallotta. A cél a 21. századi környezetbarát városi élettér megfogalmazása volt, a fenntartható fejlődés jegyében. Központi kérdés volt a kék ég, a zöld fű és a tiszta víz biztosítása. Az Expo 2010 a világ addigi legnagyobb nemzetközi kiállítása volt az 5,28 négyzetkilométeres területével.
A résztvevők tapasztalatot cserélhettek a városi fejlődés irányairól, valamint megfogalmazhatták az új évszázad haladó gondolatait az emberek viselkedéséről, életstílusáról, munkahelyi környezetéről. Eszmecserére is sor került arról, hogyan építhetnek környezetbarát társadalmat, és miként gondoskodhatnak az emberiség fenntartható fejlődéséről.
A világkiállítások fontos küldetése volt a kulturális kölcsönhatások révén történő lélekújítás. Az Expo 2010 – célkitűzése szerint – a kulturális sokszínűséget szem előtt tartva az emberközpontú fejlődéshez, valamint a tudományos és a technológiai innovációhoz kívánt hozzájárulni. A kínai állam mindent megtett azért, hogy az Expo 2010 különleges esemény legyen és új távlatokat nyisson. II. Albert monacói herceg szerint „bár a nemzetközi kiállítás időtartama hat hónap, hatással lesz a következő 60 év fejlődésére”.
Az expó megrendezését nagyszabású, közlekedést érintő beruházások előzték meg. Sanghajban 400 kilométeres metróhálózat-bővítést terveztek: a 7-es és 13-as metrók két városrészt kötöttek össze, a 2-es metrót kelet felé bővítették, a 9-es, a 10-es és a 11-es metróvonalak az expó kezdésére készültek el. Az expó kezdetére 42 expóbusz-vonalat állítottak be a közlekedésbe. Tervezték még a Sanghaj–Hangcsou maglev vasút meghosszabbítását Hangcsouig is, de ez nem valósult meg.
A záró ceremóniát 2010. október 31-én tartották, amin a világ számos országának vezetője részt vett: a hazai Ven Csia-pao miniszterelnök mellett Pan Gimun (Ban Ki Mun), az ENSZ főtitkára, valamint Orbán Viktor magyar, Mari Kiviniemi finn, Hubert Ingraham bahamai, Pakalitha Mosisili lesothói miniszterelnök, Ram Baran Yadav nepáli elnök.

## Galéria

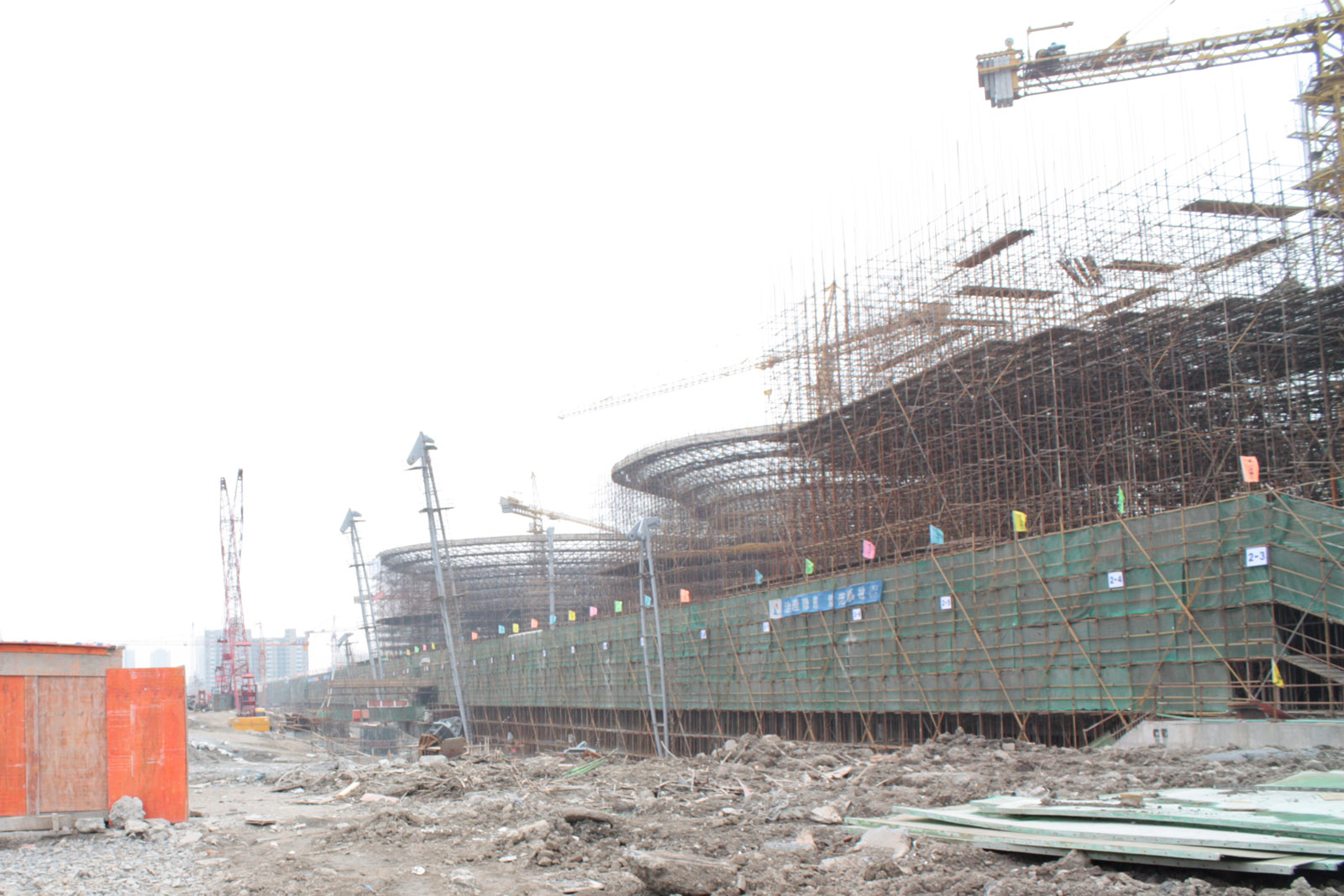
Az Expo Axis építése
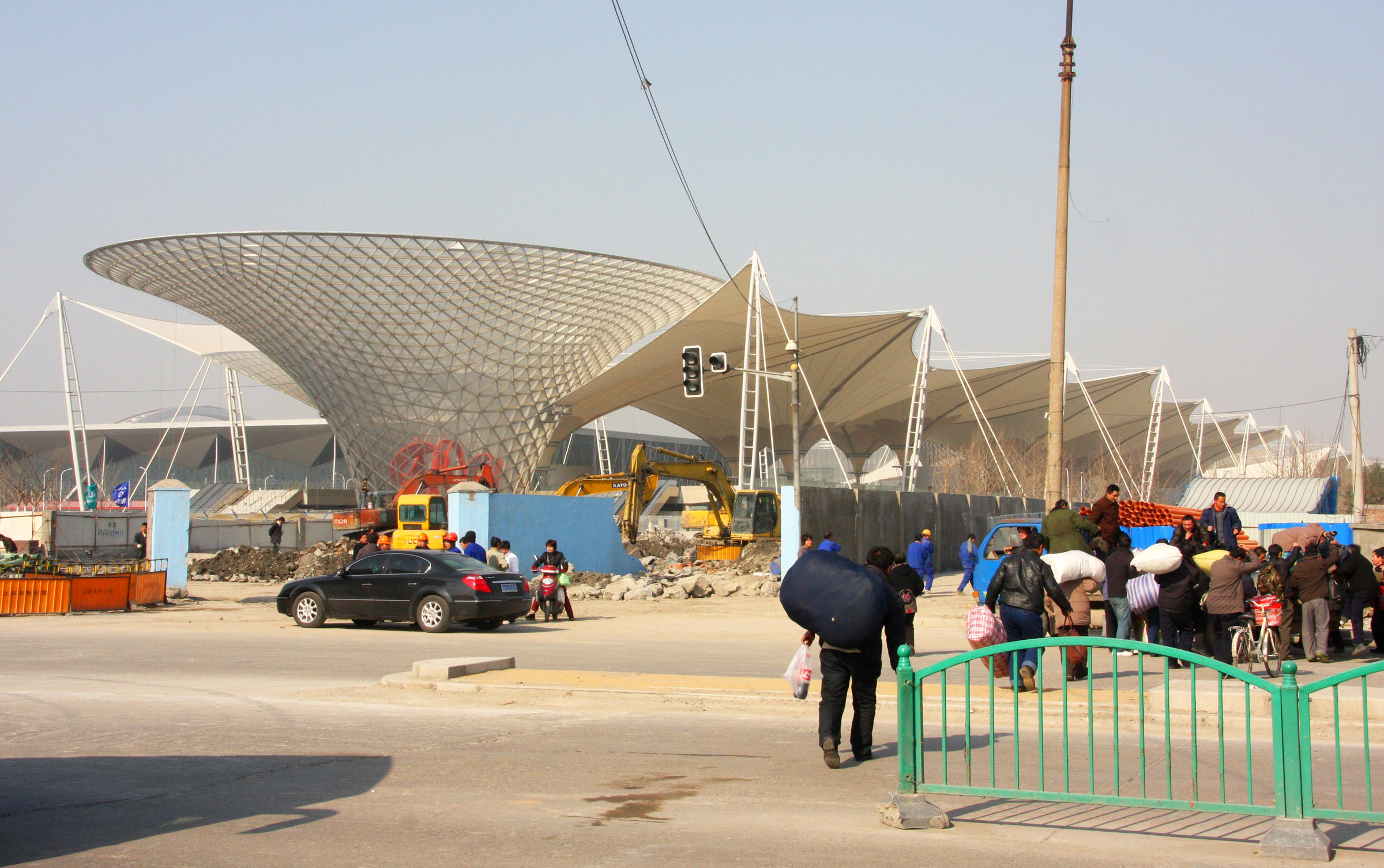
Az Expo Axis 2009 decemberében átadott épülete
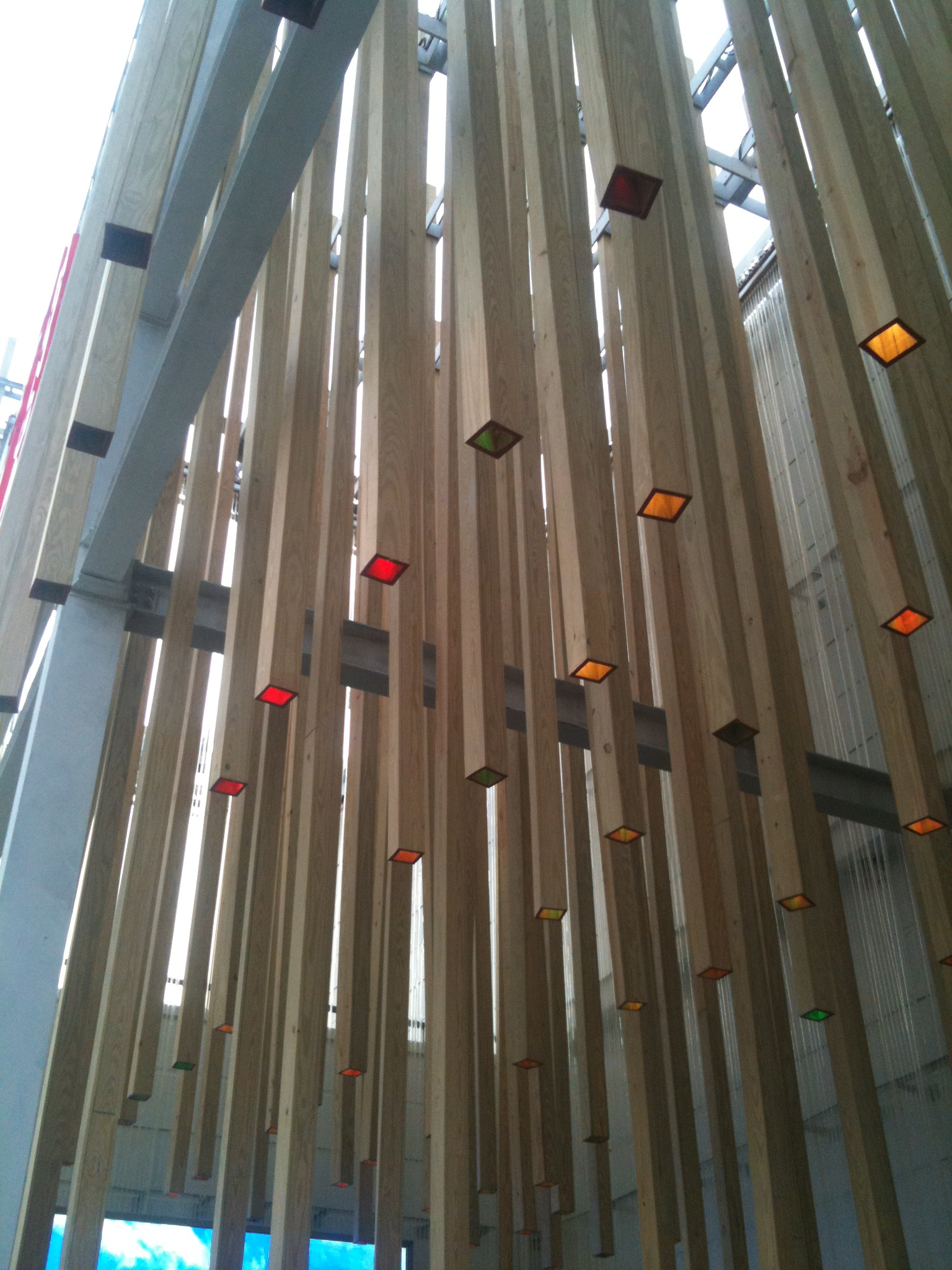
A magyar pavilon részlete
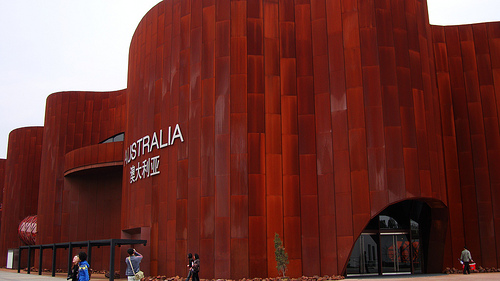
Az ausztrál pavilon
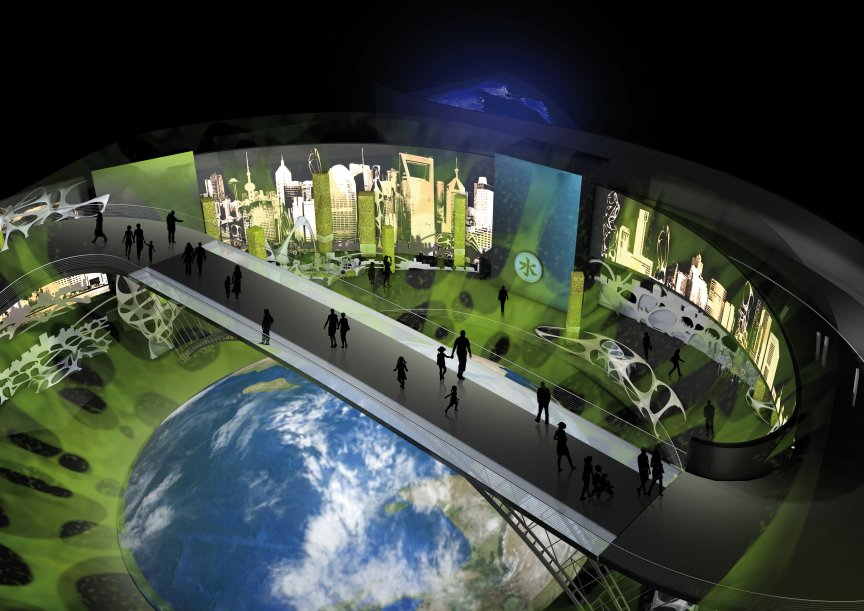
Az Urban Planet pavilon
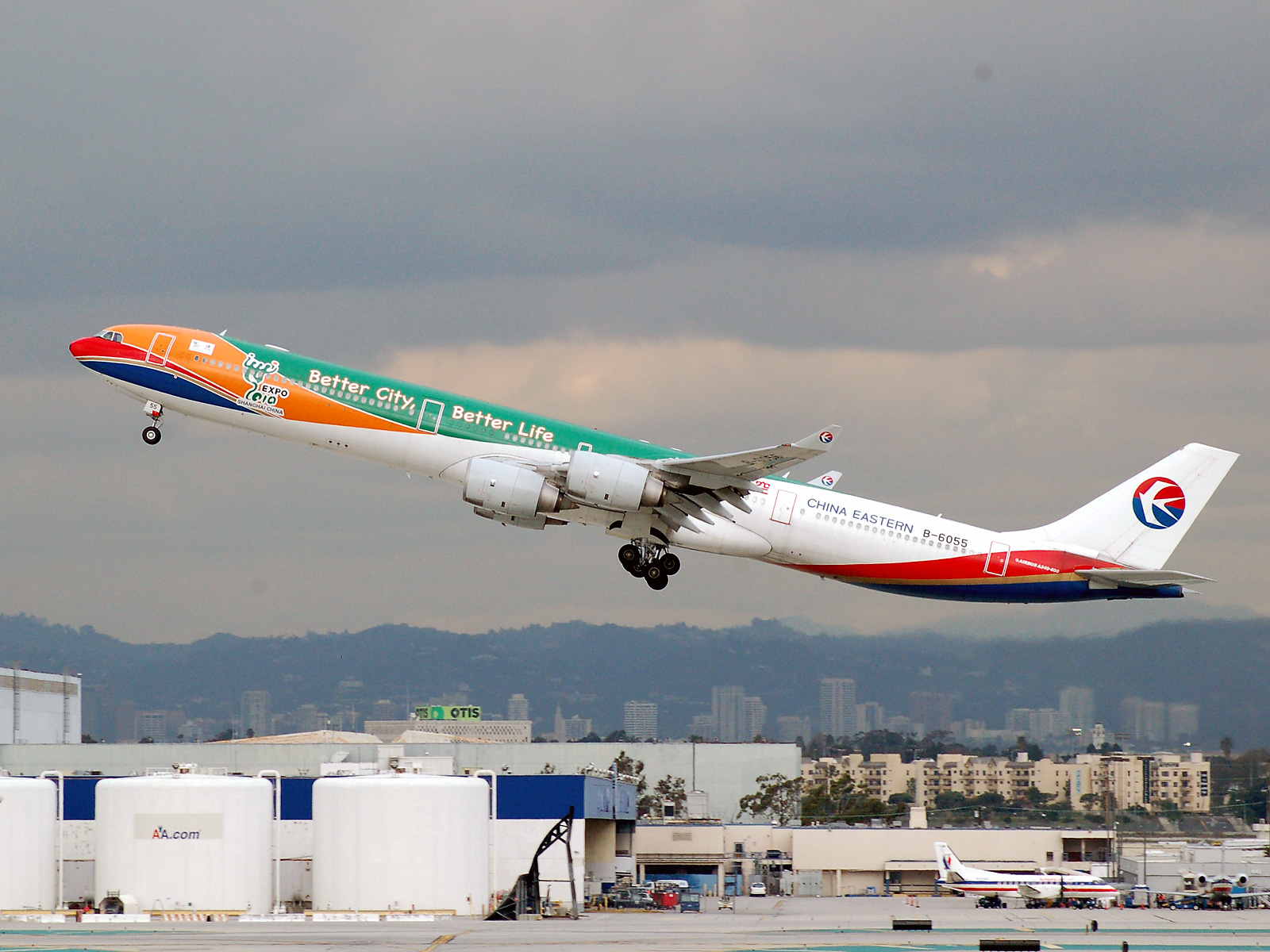
Kínai Airbus A340: „Better City, Better Life”